# Yi Kyu-bo
Yi Kyu-bo (이규보, 李奎報) est un poète coréen du royaume de Koryo. Né en 1168 dans le Gyeonggi, il est l'auteur de La saga du roi Dongmyong et de 7000 poèmes. À partir de 1207, il rentre au gouvernement du général Choi Chung-heon. Il meurt à 72 ans en 1241.

## Référence
- Les Coréens dans l'histoire, « Une étoile de la littérature coréenne    », KBSworld, le 19 novembre 2010.